# Průběh pandemie covidu-19 (únor 2020)

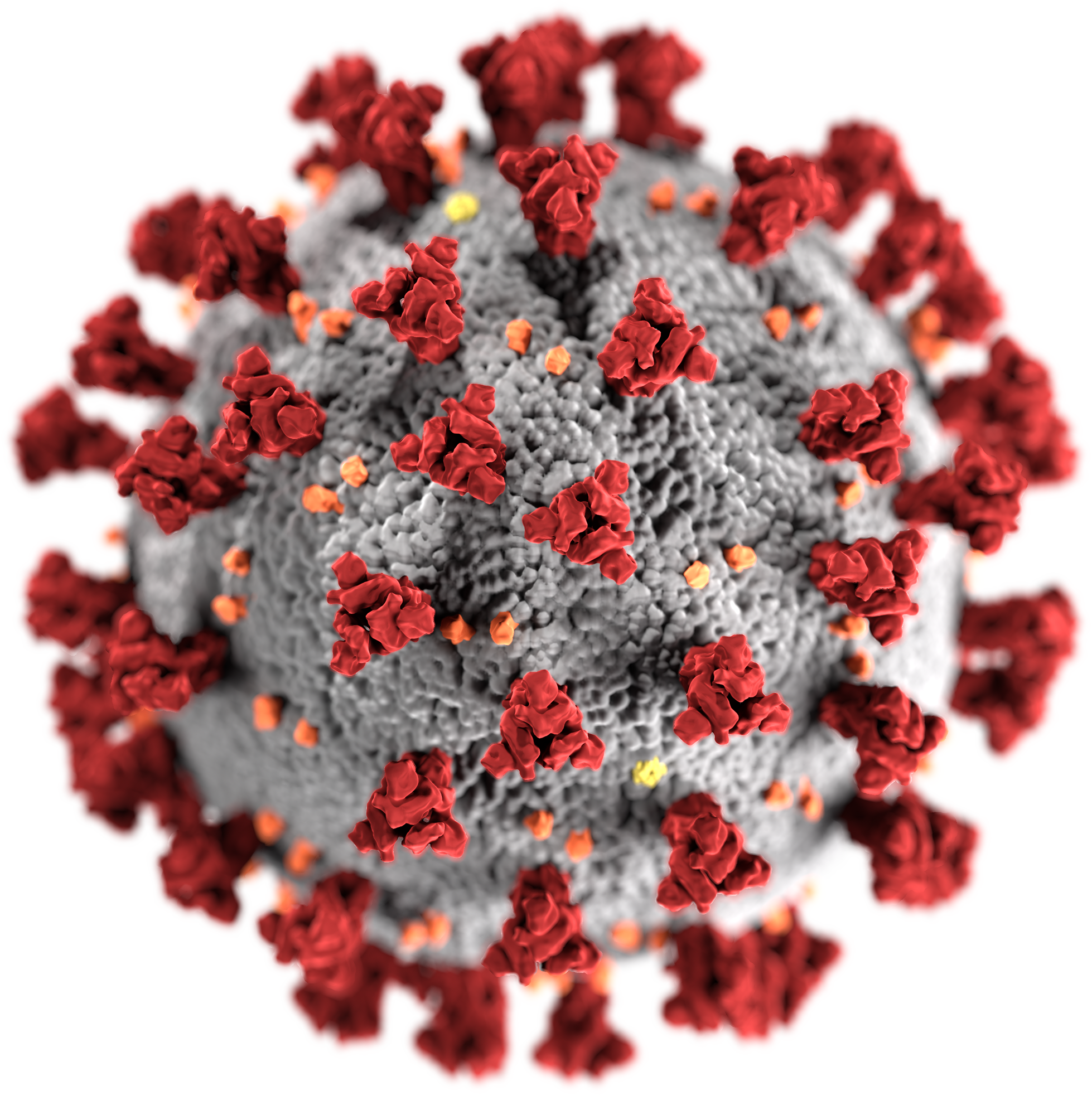
Morfologie kapsidy koronaviru SARS-CoV-2

Data prvních ohlášených nakažených:
11. ledna 2020
20. ledna 2020
21. ledna 2020
22. ledna 2020
23. ledna 2020
25. ledna 2020
29. ledna 2020

Tento článek popisuje průběh pandemie virové choroby covid-19, kterou způsobuje koronavirus SARS-CoV-2, v únoru 2020. Koronavirus se poprvé vyskytl v prosinci 2019 v čínském městě Wu-chan.

## Průběh

### 1. února
Situační zpráva WHO 12: 
- Austrálie informovala o dalších třech nakažených, včetně dvou případů v Jižní Austrálii, dohromady je nakažených dvanáct.[3]
- Japonsko potvrdilo další tři případy, dohromady je nakažených dvacet.[4]
- Jižní Korea potvrdila svůj dvanáctý případ, 49letého čínského může, který pracuje jako japonský průvodce v Soulu.[5]
- Singapur oznámil další dva případy, dohromady je nakažených osmnáct.[6]
- Spojené státy ohlásily osmý případ, muže z Bostonu, který se vrátil na kolej po cestě z Wu-chanu.[7]
- Španělsko potvrdilo svůj první případ na ostrově La Gomera na Kanárských ostrovech.[8]
- Vietnam potvrdil svůj šestý případ. Osoba byla nakažena v provincii Khanh Hoa těsným kontaktem s infikovaným jedincem.[9]

### 2. února
Situační zpráva WHO 13: 
- Byl potvrzený první případ úmrtí mimo Čínu. Jednalo se o 44letého muže z Filipín, které se tak staly v pořadí druhou zemí, ve které někdo na následky nakažení koronavirem 2019-nCoV zemřel. Až do své smrti, dne 1. února, byl muž ve stabilním stavu.[11]
- Indie potvrdila svůj druhý případ.[12]
- Jižní Korea informovala o dalších třech případech, dohromady je nakažených patnáct.[13]
- Dva Němci, kteří byli evakuování z Wu-chanu, byli pozitivně otestování na přítomnost koronaviru. Dohromady je tak nakažených dvanáct.[14]
- Spojené arabské emiráty potvrdily pátý případ.[15]
- Spojené státy potvrdily svůj devátý, desátý a jedenáctý případ, všechny v Kalifornii.[16][17]
- Vietnam oznámil svůj sedmý případ, vietnamsko-amerického občana, který měl dvouhodinový přestup na letišti ve Wu-chanu.[18]

### 3. února
Situační zpráva WHO 14: 
Dle WHO nebyl v posledních 24 hodinách zaznamenán žádný výskyt dalších nakažených osob mimo Čínu.
- Indie potvrdila třetí případ v Kérale.[20]
- Vietnam ohlásil svůj osmý případ, vietnamskou ženu, která letěla stejným letadlem, kde se nacházeli další tři infikovaní.[21]

### 4. února
Situační zpráva WHO 15: 
- V Belgii se objevila první infikovaná osoba. V Evropské unii je tak dvacet čtyři nakažených.[23]
- Hongkong informoval o své první oběti. Jednalo se o 39letého pacienta, jenž byl třináctým potvrzeným nakaženým ve městě.[24]
- Jižní Korea potvrdila šestnáctý případ, turistu, který se vrátil z Thajska.[25]
- Malajsie potvrdila další dva případy, včetně občana Malajsie. Dohromady je nakažených deset.[26]
- Singapur potvrdil dalších šest případu, dohromady jich je dvacet čtyři. Čtyři z infikovaných se nakazily v Singapuru a další dva pocházeli z evakuačního letadla, jež je vyzvedlo ve Wu-chanu.[27]
- Thajsko potvrdilo dalších šest případů, dohromady je nakažených dvacet pět.[28]
- Vietnam oznámil devátý a desátý případ, včetně vietnamského muže, který letěl stejným letadlem jako další čtyři nakažení.[29]

### 5. února
Situační zpráva WHO 16: 
- Čína:
  - Wu-chan oznámil 10 117 případů infikovaných osob. Jejich počet tak překonal hranici 10 000 nakažených.[31]
  - Tchien-ťin informoval o svém prvním úmrtí.[32]
  - Čínští experti uvedli, že testování nukleových kyselin dokázalo identifikovat pouze 30–50 % pozitivních případů.[33]
- Filipíny potvrdily svůj třetí případ, 60letou občanu Wu-chanu.[34]
- Hongkong potvrdil další tři případy, dohromady je nakažených dvacet jedna.[35]
- Japonsko potvrdilo deset nových případů, dohromady je nakažených třicet pět. Všech deset osob pochází ze zaoceánské výletní lodi Diamond Princess. Na její palubě se nachází dalších 3 500 lidí k otestování.[36]
- Jižní Korea potvrdila další dva případy, včetně pacienta, který se vrátil ze Singapuru. Dohromady je nakažených osmnáct.[37][38]
- Malajsie oznámila další dva případy, dohromady je nakažených dvanáct.[39]
- Singapur potvrdil další čtyři případy, včetně 6měsíčního dítěte. Dohromady je nakažených dvacet osm.[40]
- Zdravotní úřad státu Wisconsin uvedl, že byl nemocnicí přijat první infikovaný člověk.[41]

### 6. února
Situační zpráva WHO 17: 
- Če-ťiang oznámil přes 1 000 potvrzených případů. Jedná se o první takovou provincii vedle Chu-peje.[43]
- Hongkong potvrdil další tři případy, dohromady je nakažených dvacet čtyři.[44]
- Itálie potvrdila další případ. Dohromady jsou v zemi tři nakažení, jedním z nich je Ital.[45]
- Japonsko potvrdilo dalších deset případů z výletní lodi Diamond Princess, která se nachází v karanténě v Jokohamě. Dohromady je nakažených čtyřicet pět.[46]
- Kanada oznámila dva pravděpodobné případy, oba v Britské Kolumbii.[47]
- Malajsie potvrdila další dva případy, dohromady je nakažených čtrnáct. Jedna ze dvou osob byla infikována těsným kontaktem s nakaženým. Jedná se o první přenos z člověka na člověka v Malajsii.[48]
- Německo potvrdilo svůj třináctý případ. Dohromady je v Evropě nakažených třicet jedna.[49]
- Singapur potvrdil další dva případy, dohromady je nakažených třicet.[50]
- Třetí infikovaný se objevil ve Spojeném království. Pacient navštívil Singapur.[51]
- Tchaj-wan potvrdil další tři případy, dohromady jen nakažených šestnáct.[52]
- Vietnam informoval o dvou případech, dohromady je nakažených dvanáct.[53]

### 7. února
Situační zpráva WHO 18: 
- Čína:
  - Kuang-tung oznámil přes 1 000 potvrzených případů, jedná se o druhou takovou provincii, a první úmrtí.[55]
  - Město Wu-chan informovalo o 67 mrtvých, dohromady tak koronavirus zabil 545 lidí. Další města v provincii Chu-pej oznámila 14 nových úmrtí, dohromady evidují 154 zemřelých.[56]
  - Provincie Kan-su potvrdila svoje první úmrtí.[57]
  - Zemřel doktor Li Wen-liang z Wu-chanu, který varoval před koronavirem.[58][59]
- Hongkong potvrdil další dva případy, dohromady je nakažených dvacet šest.[60]
- Dalších čtyřicet jedna osob z Diamond Princess bylo pozitivně otestováno. V Japonsku je dohromady nakaženo 86 lidí.[61]
- Malajsie potvrdila další případ, jedná se o turistu ze Singapuru. Dohromady je nakažených patnáct.[62][63]
- Německo potvrdilo svůj čtrnáctý případ.[64]
- Singapur informoval o dalších třech případech, dohromady je nakažených třicet tři. Úroveň stavu systému reakce na vypuknutí choroby (Disease Outbreak Response System Condition) byla zvýšena na oranžovou.[65]
- Vietnam ohlásil další případ, dohromady je nakažených třináct.[66]

### 8. února
Situační zpráva WHO 19: 
- Čína:
  - Wu-chan potvrdil dalších 63 úmrtí. Dohromady na nákazu koronavirem zemřelo 608 lidí,[68] včetně jednoho občana z Japonska a jednoho z USA.[69][70]
  - Che-nan se stal třetí provincií s více než 1 000 potvrzenými případy nakažených.[71] V Číně se tak mimo Chu-pej nachází přes 10 000 infikovaných.[72]
  - Aerosol je jedním z možných prostředků přenosu viru.[73][74]
  - V Pekingu se objevil pacient, který byl po třech negativních výsledcích testů otestován pozitivně. Čching-tchien informoval o pacientovi, který byl pozitivně otestován na popáté.[75]
- Francie potvrdila dalších pět případů, britských občanů. Dohromady je nakažených jedenáct.[76]
- Tři další lidé z výletní lodi Diamond Princess byli pozitivně otestování. V Japonsku je tak dohromady 89 nakažených.[77]
- Malajsie potvrdila další případ, dohromady je nakažených šestnáct.[78]
- Singapur potvrdil dalších sedm případů, dohromady je nakažených čtyřicet.[79]
- Spojené arabské emiráty potvrdil další dva případy, dohromady je nakažených sedm.[80]
- Thajsko informovala o dalších sedmi případech, dohromady je nakažených třicet dva.[81]

### 9. února
Situační zpráva WHO 20: 
- Pevninská Čína ohlásila 40 213 případů nakažených, z nichž 29 631 se nachází v provincii Chu-pej.[83] Počet obětí vzrostl v Číně na 811 a byla tak překonána úmrtnost epidemie SARS v letech 2002 až 2003. [84]
- Hongkong potvrdil další tři případy, přičemž dvě osoby pochází ze stejné rodiny. Dohromady je nakažených dvacet devět.[85]
- Malajsie potvrdila jeden případ, dohromady je nakažených sedmnáct.[86]
- Dalších šest lidi bylo pozitivně otestováno a na výletní lodi Diamond Princess se tak nacházelo dohromady 70 nakažených. V celém Japonsku pak 96.[87][88]
- Jižní Korea potvrdila další tři případy, dohromady je nakažených dvacet sedm.[89]
- Singapur informoval o dalších třech infikovaných osobách, dohromady je nakažených čtyřicet tři.[90]
- Spojené království potvrdil svůj čtvrtý případ.[91]
- Ve Španělsku, tentokrát ve městě Palma de Mallorca, se objevila druhá nakažená osoba.[92]
- Tchaj-wan informoval o osmnáctém infikovaném člověku.[93]
- Vietnam potvrdil svůj čtrnáctý případ, 55letou ženu z provincie Vinh Phuc.[94]

### 10. února
Situační zpráva WHO 21: 
- Hongkong potvrdil dalších šest případů, dohromady je nakažených čtyřicet dva.[96]
- Japonsko potvrdilo dalších 65 nakažených, kteří pochází z lodi Diamond Princess, dohromady jich je 135.[97]
- Malajsie potvrdila další případ, dohromady je nakažených osmnáct.[98]
- Singapur potvrdil další dva případy, včetně strážníka složek Certis, který zajišťoval karanténní opatření. Dohromady je nakažených čtyřicet pět.[99]
- Ve Spojených arabských emirátech se objevil osmý nakažený, osoba indické národnosti.[100]
- Spojené království informovalo o dalších čtyřech případech, dohromady je nakažených osm. Osoby se nejspíše nakazily ve Francii.[101]
- Spojené státy oznámily, že se v San Diegu objevil infikovaný člověk, pacient, jenž byl evakuován z Wu-chanu. Dohromady je nakažených třináct.[102]

### 11. února
Situační zpráva WHO 22: 
- Hongkong informoval o dalších sedmi případech nakažených. Dohromady jich je v zemi 49.[104]
- Jižní Korea potvrdila další případ, 30letou čínskou občanku. Dohromady je nakažených dvacet osm.[105]
- Německo potvrdilo další dva případy, dohromady je nakažených šestnáct.[106]
- V Singapuru se objevily dvě infikované osoby, dohromady je nakažených čtyřicet sedm.[107]
- Thajsko informovalo o dalším nakaženém člověku, dohromady je nakažených třicet tři.[108]
- Vietnam potvrdil svůj patnáctý případ, 3měsíční miminko, které nakazila babička.[109]

#### Světová zdravotnická organizace
Nemoc, která je způsobena koronavirem 2019-nCoV, byla Světovou zdravotnickou organizací pojmenována covid-19, přičemž virus byl pojmenován SARS-CoV-2.

### 12. února
Situační zpráva WHO 23: 
- Hongkong potvrdil další případ, dohromady je nakažených 50.[113][114]
- Japonsko potvrdilo dalších třicet devět případů z lodi Diamond Princess, dohromady je nakažených 174.[115] Samotným Japonskem byl ohlášeno další případ a nakažených je dohromady dvacet devět.[116][117]
- Singapur potvrdil další tři případy, dohromady je nakažených 50.[118] 300 zaměstnanců banky DBS Bank bylo kvůli potvrzenému případu evakuováno z finančního centra Marina Bay z Tower 3.[119]
- Londýn informoval o svém prvním infikovaném, dohromady je ve Spojeném království devět nakažených.[120][121]
- Ve Spojených státech se objevila další osoba s koronavirem. Dohromady je zde 14 nakažených.[122]

### 13. února
Situační zpráva WHO 24: 
- Hongkong informoval o dalších třech infikovaných osobách. Dohromady je nakažených 53.[124]
- Japonsko potvrdil další čtyři případy, dohromady je nakažených třicet tři.[125] Zároveň bylo potvrzeno dalších čtyřicet čtyři případů pocházejících z lodi Diamond Princess. Celkově na ní bylo infikováno 218 osob.[126] Později téhož dne Japonsko informovalo o svém prvním úmrtí.[127]>[128]
- Malajsie potvrdila další případ, dohromady je nakažených devatenáct.[129]
- Singapur potvrdil dalších osm případů, dohromady je nakažených 58. Národní univerzitou v Singapuru bylo ohlášeno, že se studenti budou od 14. do 21. února vzdělávat elektronicky z domova. Jedná se o preventivní opatření, které nastalo poté, co se jeden z profesorů nakazil koronavirem.[130]
- Ve Spojených státech byl CDC potvrzen patnáctý případ, evakuovaná osoba z Wu-chanu v karanténě na armádní základně v Texasu.[131]
- Vietnam potvrdil svůj šestnáctý případ.[132]
- Čínská vláda vydala příkaz o prodloužení zákazu činnosti podniků a továren v provincii Chu-pej, který bude trvat nejméně do půlnoci 20. února 2020.[133]

#### Nesrovnalost v počtu případů
Téhož dne bylo provincií Chu-pej oznámeno 14 840 nových případů, desetkrát více než předchozího dne, přičemž zemřelo na 242 osob. Takovýto vzrůst nakažených nastal po změně definice potvrzování případů, které započítává i klinicky diagnostikované pacienty. Světová zdravotnická organizace uvedla, že z důvodu zachování čísel (konzistence) bude uvádět pouze počet laboratorně potvrzených případů.

### 14. února
Situační zpráva WHO 25: 
- V Egyptě byl pozitivně otestován cizinec. Jedná se o první případ nakaženého na africkém kontinentě.[139]
- Hongkong potvrdil další tři infikované koronavirem, dohromady je nakažených 56.[140]
- Japonsko informovalo o dalších čtyřech infikovaných osobách, dohromady je nakažených třicet sedm.[141]
- Kanada potvrdila další případ v Britské Kolumbii. Dohromady je nakažených osm.[142]
- Singapur potvrdil dalších devět případů, dohromady je nakažených 67.[143]

### 15. února
Situační zpráva WHO 26: 
- Ve Francii zemřel 80letý čínský turista. Jedná se o první úmrtí mimo Asii. Francie zároveň potvrdila svůj dvanáctý případ.[145][146]
- Japonsko potvrdilo dalších devět případů, dohromady je nakažených čtyřicet šest.[147] Na výletní lodi Diamond Princess kotvící v japonské Jokohamě bylo pozitivně otestováno 67 lidí. Dohromady je tak nakaženo 285 osob.[148][149]
- Malajsie potvrdila další tři případy, včetně pasažéra americké národnosti z výletní lodě MS Westerdam. Dohromady je nakažených dvacet dva.[150][151][152]
- Singapur potvrdil dalších pět případů, dohromady je nakažených 72.[153]
- Thajsko informovala o dalším případu, dohromady je nakažených třicet čtyři.[154]

### 16. února
Situační zpráva WHO 27: 
- Hongkong potvrdil nový případ, dohromady je nakažených 57.[156]
- Japonsko potvrdilo šest nových případů, dohromady je nakažených 59.[157] Dalších 70 infikovaných osob bylo potvrzeno na lodi Diamond Princess, dohromady je nakažených 355.[158]
- Singapur potvrdil další tři případy, dohromady je nakažených 75.[159]
- Jižní Korea informovalo o jedné infikované osobě, dohromady je nakažených dvacet devět.[160]
- Na následky onemocnění covid-19 zemřela na Tchaj-wanu první osoba, muž ve svých 60 letech.[161]
- Zároveň byly oznámeny dva případy a nakažených je tak v zemi dvacet.[162]
- Spojené arabské emiráty informovaly o dalším případu infikované osoby. Jedná se 37letého občana Číny. Dohromady je nakaženo devět lidí.[163]

### 17. února
Situační zpráva WHO 28: 
- Hongkong potvrdil další případ, dohromady je nakažených 60.[165]
- Japonsko potvrdilo dalších sedm případů, dohromady je v zemi 66 nakažených. Na Diamond Princess bylo potvrzeno 99 nových případů a celkový počet nakažených osob pocházejících z lodi tak činí 454.[166]
- Singapur informoval o dalších dvou infikovaných, dohromady je nakaženo 77 lidí.[167]
- Jižní Korea oznámila další případ, dohromady je nakažených třicet.[168]
- Tchaj-wan oznámil další dva případy, dohromady je nakažených dvacet dva.[169]
- Thajsko potvrdilo další případ, dohromady je nakažených třicet pět.[170]

### 18. února
Situační zpráva WHO 29: 
- Hongkong potvrdil další dva případy, dohromady je nakažených 62.[172]
- Japonsko potvrdilo osm případů a v zemi je tak 74 nakažených. Ve stejnou dobu bylo potvrzeno dalších 88 případů z lodi Diamond Princess, dohromady se na ní nakazilo 542 lidí.[173]
- Singapur informoval o dalších čtyř případech, dohromady je nakažených 81.[174]
- Jižní Korea oznámila jeden případ, dohromady je nakaženo 31 lidí.[175]

### 19. února
Situační zpráva WHO 30: 
- Hongkong potvrdil svoje druhé úmrtí. Zároveň byly potvrzeny další tři případy, dohromady je nakažených 65.[177]
- Írán potvrdil své první dva případy, které skončily smrtí.[178]
- Pasažéři začali opouštět loď Diamond Princess. Pouhý počet nakažených vedl k několika otázkám, zdali byly karanténní opatření účinné.[179] Na lodi bylo potvrzeno 79 případů, dohromady se na ní nakazilo 621 osob.[180] Japonsko zároveň ohlásilo deset dalších případů mimo loď, dohromady je nakažených 84.
- Jižní Korea oznámila 20 případů, dohromady je nakažených 51. Většina osob se nakazila v kostele v Tegu.[181]
- Singapur informoval o třech případech, dohromady je v zemi 84 nakažených.[182]
- Tchaj-wan potvrdil jeden případ, dohromady je nakažených 23.[183]

### 20. února
Situační zpráva WHO 31: 
- Hongkong potvrdil čtyři případy. Celkový počet potvrzených případů je 69.[185]
- Írán potvrdil další tři případy. Celkový počet potvrzených případů je 5.[186]
- Japonsko potvrdil deset případů. Celkový počet potvrzených případů je 94.[187] Na lodi Diamond Princess byly oznámeny dvě úmrtí a třináct případů infikovaných, kterých je už 634.[188]
- Jižní Korea informovala o 53 případech. Celkový počet potvrzených případů je 104. Zároveň potvrdila první úmrtí na koronavirus.[188][189]
- Singapur potvrdil jeden případ. Celkový počet potvrzených případů je 85.[190]
- Spojené státy potvrdily v Kalifornii jeden případ. Celkový počet potvrzených případů je 16.[191]
- Tchaj-wan oznámil jeden případ. Celkový počet potvrzených případů je 24.[192]

### 21. února
Situační zpráva WHO 32: 
Írán oznámil třetí a čtvrtou oběť a rozšíření viru do velkých měst. Jižní Korea oznámila dvě úmrtí a 100 nových nakažených. Libanon a Izrael oznámily první případy nákazy, v Itálii bylo prokázáno dalších šestnáct případů.

## Reakce, události a opatření na pevninské Číně

### 1. února
Dovážené materiály z USA, darované na prevenci a kontrolu epidemie, byly osvobozeny z dovozního cla, včetně DPH a daně z obratu. Dříve uložená cla by měla být vrácena.
Ministerstvo ekologie a životního prostředí vydalo pozdě v noci zprávu, ve které informuje o zavedení „zdravotních odpadních vod“ a kontroly nad městskými odpadními vodami, o regulaci krizového zdravotního čištění odpadních vod, sterilizaci a dezinfekci. Cílem je zabránit šíření viru prostřednictvím odpadních vod a výkalů, poté co byla stolice jednoho z pacientů v Šen-čenu pozitivně otestována na přítomnost koronaviru.
Úřad pro občanské záležitosti provincie Chu-pej zakázal registrace manželství. Zákaz bude platit od 3. února 2020.
Město Chuang-kang zavedlo mnohem přísnější kontroly. Pouze jedna osoba z domácnosti může být na ulici každý druhý den, aby nakoupila zásoby. Výjimku tvoří prodavači a pracovníci v obchodech a drogeriích a nemocní vyhledávající lékařskou péči.
Společnost Alibaba Group oznámila, že zdravotnickým pracovníkům ve Wu-chanu bude poskytovat taxíkářské služby zdarma.
Wuchanská vláda požádala společnosti, aby otevřely až 9. února. Nový semestr školek, základních a středních škol začne nejdříve 17. února a nový semestr na školách s vyšším vzděláním pak nejdříve až 24. února. Vláda Tchien-ťinu informovala o odložení obnovení obchodní činnosti a podnikání a začátku nového semestru.
Chuang-kang přestavěl Zdravotní centrum Ta-pie-šan (Dabieshan Medical Centre) na nouzovou nemocnici o 1 000 lůžkách. Nemocnice Chuo-šen-šan byla plně elektrifikována ve 23:49.
Čínská komise pro regulaci cenných papírů (China Securities Regulatory Commission) oznámila, že se vzdá každoročního kótování cenných papírů na burze za rok 2020. Rozhodnutí se týká společností provincie Chu-pej.
Čínská federace rozhlasových a televizních asociací vydala zprávu, že je natáčení všech filmů a televizních seriálu na pevninské Číně kvůli epidemii pozastaveno.
310 občanů Chu-peje bylo repatriováno z Thajska, Malajsie a Japonska.
Firma Apple dočasně uzavřela všechny své prodejny na pevninské Číně. Uzavření platí do půlnoci 9. února.
Národní zdravotní komise Číny vydala regulaci, že všechny oběti musí být co nejdříve zpopelněny v nejbližších krematoriích. Podle nového rozhodnutí „se nebudou konat žádná rozloučení nebo jiné pohřební činnosti.“

### 2. února
Wuchanské středisko pro kontrolu a prevenci pověřilo firmu Jointown Pharmaceutical, aby převzala správu skladišť od Wuchanského Červeného kříže. Stalo se tak v důsledku několikadenních skandálů a kontroverzí týkajících se neschopnosti Červeného kříže, extrémním zpožděním v zásobování a nevysvětlitelného, zjevně nesprávného, rozdělení důležitých zdravotnických potřeb.
Město Wen-čou oznámilo zavedení stejných opatření, které zavedlo Chuang-kang. Každé dva dny tak může vyjít na nákup pouze jedna osoba z domácnosti. Opatření platí od půlnoci 2. února do půlnoci 8. února.
Stavba nemocnice Chuo-šen-šan byla dokončena v ranních hodinách a následně si ji převzala armáda, o půl dne dříve, než bylo plánováno.
Chu-pej povolila využití dovážených a znovu dovážených ochranných masek, které nejsou v Číně povoleny k prodeji na provinční trzích.
Ministerstvo dopravy prodloužilo zkrácenou dobu bezplatných minibusů během Svátků jara. Prodloužení platí do půlnoci 8. února 2020.
Společnost Mej-tchuan, provozující systém sdílení kol, zahájila dezinfekce sdílených kol v osmi městech pevninské Číny bez ohledu na značku.
S bezprostředním účinkem oznámila wuchanská vláda karanténu všech lidí, kteří „jsou pravděpodobnými pacienty a těch, jež byli v kontaktu s infikovanými osobami.“ Dodala, že „by pacienta měli spolupracovat a proti tomu, kdo odmítne spolupracovat, zasáhne místní policie.“
Čínský premiér Li Kche-čchiang požádal Evropskou unii, aby usnadnila prodej zdravotnického materiálu „prostřednictvím komerčních cest“. Dle čínské vlády předsedkyně Evropské unie Ursula von der Leyenová řekla, že se Evropská unie bude snažit co nejlépe koordinovat všechny nezbytné zásoby, které jsou poskytnuté Číně.
Nová pekingská továrna na ochranné masky započala výrobu dne 31. ledna poté, co byla dostavěna a byla jí udělena všechna povolení. Dle novin Beijing Daily je nová továrna „schopna vyrobit desítky milionů masek za měsíc.“ Nachází se v technologicko-ekonomickém výrobním areálu I-čuang na jihovýchodě Pekingu.

### 3. února
Pozemní síly Čínské lidové osvobozenecké armády převzaly ve Wu-chanu dodávky zdravotních zásob. Dle armádního zdroje si „vedení Pekingu uvědomilo, že většina míst v Chu-peji a ve Wu-chanu měla problémy se zásobováním a že někteří využívají tuto krizi k získání peněz.“
4 000 pasažérů na výletní lodi World Dream byly umístěny do karantény, protože čtyři osoby byly pozitivně otestovány na přítomnost koronaviru.

### 4. února
Čínská lidová banka poskytla finančnímu systému země dalších 500 miliard jüanů (1,635 bilionu korun českých). Předešlého dne poskytla 1,2 bilionu jüanů (3,924 bilionu korun českých).
Čínští dovozci zkapalněného zemního plynu (LNG) plánují kvůli „vyšší moci“ pozastavit platnosti stávajících smluv, protože epidemie snížila poptávku po energii.

### 5. února
Národní zdravotní komise vydala páté kritérium na diagnostiku viru. V provincii Chu-pej nejsou pro hlášení pravděpodobných případů potřebné CT skeny a „klinické diagnózy“ mohou být prováděny pomocí „zobrazovací metody zápalu plic“, aniž by bylo nutné testovat nukleové kyseliny. Pro potvrzené případy jsou „respirační příznaky“ součástí kriterií v celé Číně.
Chu-pej uvolnilo dalších 200 milionů jüanů (654 milionů korun českých) ve formě dotací na stavbu zdravotnických zařízeních.
První dočasná nemocnice byla uvedena do provozu. Specializované nemocnice ve Wu-chanu budou ode dneška přijímat pouze závažné případy (potvrzené nebo pravděpodobné). Všichni ostatní budou přesměrováni do dočasných nemocnic nebo komunitních karanténních center.
Wuchanský institut virologie požádal společnost Gilead Sciences o patent antivirového léku remdesivir, který byl aplikován na koronavir 2019-nCoV. Dotování patentu čínskými orgány nebylo jisté, ale patent by Číně poskytl pákový efekt při vyjednávání licenčních poplatků s Gileadem. Institut řekl, že se přihlásil o patent „z národního zájmu a nebude uplatňovat svá patentová práva, pokud zahraniční farmaceutické firmy spolupracují s Čínou na potlačení nákazy“. Požadování patentu na místo tzv. povinné licence prokazuje určitou ohleduplnost z čínské strany, která chce ocenit práva duševního vlastnictví společnosti Gilead. Gilead spolupracuje s Čínou na třetí fáze klinického výzkumu.

### 6. února
Město Ta-li se omlouvá za zabavení 300 tisíc ochranných roušek, které jsou určeny pro Čchung-čching a slibuje jejich navrácení.
Začátek nového semestru je odložen na konec února v Če-ťiangu, Ťiang-su, Čchung-čchingu a Šanghaji.
S’-čchuan a Kuang-tung zavedly v reakci na epidemii opatření na pomoci malým a středním podnikům.
Společnost Tencent News uvedla, že na internetu šířené snímky tzv. stopaře epidemie (Epidemic Tracker) s mnohonásobně vyššími počty nemocných a mrtvých než uvádějí čínské úřady, jsou zfalšované.

### 7. února
Doktor Li Wen-liang, 34letý oftalmolog z Wuchanské centrální nemocnice a jeden z osmi doktorů, kteří se jako první pokusili informovat o koronaviru, aby pak byli stíháni policií, zemřel na infekci způsobenou koronavirem. Finální oznámení následovalo po několika odporujících si zprávách.
Chang-čou uvalilo na maloobchodní lékárny, prodávající léky na horečku a kašel, dočasný zákaz provozu a požádalo občany, aby raději navštívili lékaře.

### 8. února
Šen-čen a Šanghaj zavedly opatření na podporu společností a snížení jejich nákladů. Šanghaj sníží náklady firem v hodnotě 30 miliard jüanů (98,1 miliard korun českých).
Národní komise pro rozvoj a reformu podpořila provincii Chu-pej 200 miliony jüanů (654 miliony korun českých), aby zlepšila zdravotnická zařízená, která jsou důležitá na léčbu pacientů se závažnými infekcemi.
Nemocnice Lej-šen-šan byla uvedena do provozu.
Národní zdravotní komise oznámila dočasné akronymy a oficiální názvy koronaviru v čínštině a angličtině: 新型冠状病毒肺炎 (xīnxíng guānzhuàng bìngdú fèiyán) / Novel Coronavirus Pneumonia a 新冠肺炎 (xīnguān fèiyán) / NCP.

### 10. února
Opět se začalo podnikat a to ve 30 pevninských provinčních celcích, kromě provincie Chu-pej.
Ceny potravin v Číně začaly od ledna narůstat. Dle indexu spotřebitelských cen (CPI) vzrostla v lednu proti předešlému měsíci cena vepřového masa o 8,5 %, zatímco lednový meziroční CPI dosáhl 5,4 %. Důvodem může být hromadění potravin, narušení dodávek zásob kvůli karanténním opatřením či dovolené a svátky. Index spotřebitelských cen je nejvyšší od října 2011.
Generální tajemník Komunistické strany Číny a prezident Si Ťin-pching se na veřejnosti objevil s ochrannou rouškou. Během návštěvy sídliště An-chua-li v pekingské čtvrti Čchao-jang si také nechal změřit teplotu.

### 11. února
Šenčenská univerzita oznámila úspěšné vytvoření nového vybavení na diagnostiku koronaviru, pomocí kterého lze výsledek získat do 22 minut a může se tak snížit riziko infekce zdravotnického personálu.
Čínská regulační komise pro bankovnictví navrhla prodloužit pojištění automobilů v Chu-peji o jeden měsíc. Šanghajská burza oznámila úplné osvobození od poplatků za směnky, které jsou účtovány chupejským právnickým osobám. Nařízení platí od února do prosince 2020.